# Raulín Rodríguez

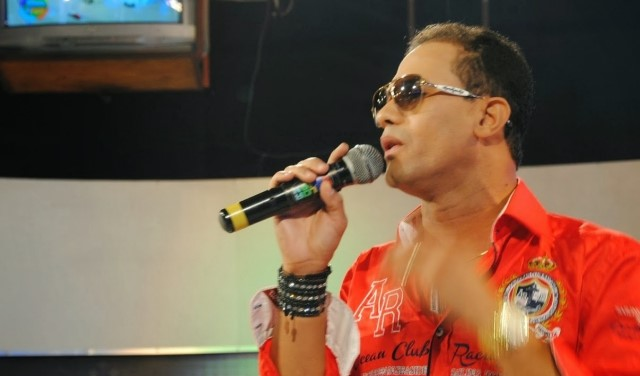
Raulín Rodríguez

Raulín Rodríguez (Dominicaanse Republiek, 16 juni 1971 ) is een bachata muzikant. Volgens sommigen is hij een van de grootste bachateros tussen ongeveer 1990 en 2003. Met zijn bijnaam el cacique (het opperhoofd) refereert hij aan de Indiaanse afkomst van het Dominicaanse volk.

## Imago
De zanger is vooral geliefd bij mannen vanwege zijn nog bijna ongelikte manier hoe hij zijn muziek maakt. Hij heeft een rauwe stem en zingt met zijn hart. In vergelijking tot bachateros als Aventura, Yoskar Sarante en Zacarias Ferreira hoeft hij het, zegt men, niet te hebben van het jonge-knappe-man-imago te hebben. Rodríguez speelt volgens zijn fans pure muziek, mooie gitaarsolo's en heftige teksten.
- Bibliothèque nationale de France: cb142216549 (data)
- International Standard Name Identifier: 0000 0000 4178 5204
- Library of Congress Control Number: no98062614
- MusicBrainz: 4e4d359b-db78-4b8e-98b7-d657bb7efeae
- Nationale Bibliotheek van Israël: 987007332267005171
- Virtual International Authority File: 61758263
- WorldCat: E39PBJmTtWPrcXpJVwywqxM9Dq